# Com un arbre nu (àlbum)
Com un arbre nu és el tercer àlbum de Lluís Llach aparegut el 1972.
Comença amb la «Cançoneta (La gallineta)» que, sota aparences lleugeres, conté una càrrega contra el règim franquista. Amb aquesta innocent cançó que compta les malaventures d'una gallina, es burla del poder, ja que allà on la censura llegeix «fins a la revulsió», el públic comprèn «fins a la revolució» i feu de «La gallineta» un nou cant militant. Tot i això, el 1973, en plena dictadura, la cadena estatal TVE va emetre mitja hora amb cançons tretes d'aquest disc.
Després d'un homenatge a la música d'Amèrica del Sud i potser a Che Guevara (Comandante), Llach lliura una emocionant cançó d'amor delicada i fràgil, «Ma tristesa», recorda el seu passat i sorgeix el record d'una turista aportant els efluvis de llibertat als joves catalans sota el jou franquista: «Ningú sabia el seu nom (Madame)».
Aquest disc ofereix tota la paleta de talents de Llach, passant per la cançó compromesa (amb «Debilitas formidinis», que té un títol en llatí per escapar a la censura), per la cançó antiburgesa irònica i càustica «Bon senyor» i per títols més rítmics que permeten a Llach fer admirar la seva potència d'interpretació «A cavall del vent».
El 2019 el Centre d'Arts Santa Mònica va dedicar una exposició a l'obra de Lluís Llach amb el títol «Llach. Com un arbre nu».

## Cançons
1. «Cançoneta (La gallineta)»[5]
2. «Com un arbre nu»
3. «Comandante» (instrumental)
4. «Ma tristesa»
5. «A cavall del vent»
6. «Dona (A les cinquanta estrelles)»
7. «Madame»
8. «Debilitas formidinis»
9. «Bon senyor»

## Fitxa tècnica
- Editat per: Movieplay S-30031«LP. 1972, reeditat per: Fonomusic 892050/2. LP. 1986, Dro 2002, Dro (DIGIPACK) 2006.[6]
- Arranjaments de «Comandante»: Jimmy Bascuñán
- Arranjaments de «Ma Tristesa»: Francesc Burrull
- Direcció musical de «Cançoneta», «Com un arbre nu», «Ma tristesa», «A cavall del vent», «Dona» i «Debilitas Formidinis»: Lleó Borrell
- Direcció musical de «Bon senyor: Francesc Burrull
- Direcció musical de «Comandante: Jimmy Bascuñán
- Direcció artística: G. De La Puerta
- Enginyer de so: Rafael Poch
- Gravació: Estudis Gema
- Produït per: Joan Molas